# Beierse Staatsmedaille voor Sociale Verdienste
De Beierse Staatsmedaille voor Sociale Verdienste, in het Duits "Bayerische Staatsmedaille für soziale Verdienste" geheten werd in 1970 voor het eerst toegekend. Men verleent de medaille aan burgers die zich bijzonder verdienstelijk hebben gemaakt voor de Vrijstaat Beieren en diens burgers.
Op de voorzijde van de medaille die ongeveer twintigmaal per jaar wordt toegekend staat "
Für besondere soziale Dienste" en op de keerzijde staat het Beierse wapen met de tekst „Bayerisches Staatsministerium für Arbeit und Sozialordnung, Familie und Frauen".
Deze legpenning heeft geen lint en kan niet gedragen worden.
Sint Anna-orde ·
Bloemenorde ·
Sint-Elisabeth-orde ·
Orde van de Fürstprängler ·
Huisridderorde van de Heilige Georg ·
Ridderlijk Gezelschap van de Heilige Georg in Franken ·
Huisridderorde van de Heilige Michaël ·
Huisridderorde van Sint-Hubertus ·
Orde van Verdienste van de Beierse Kroon ·
Orde van de Leeuw van de Palts ·
Ludwigsorde ·
Militaire Max Joseph-Orde ·
Maximiliaansorde voor Wetenschap en Kunst ·
Beierse Maximiliaansorde voor Wetenschap en Kunst ·
Orde voor de Militaire Gezondheidszorg ·
Ordre de Parfaite Amitié ·
Orde van de Rode Adelaar ·
Theresia-orde ·
Beierse Orde van Verdienste ·
Orde van Militaire Verdienste ·
Ludwigsmedaille
Zie ook: Ridderorden in Beieren · Onderscheidingen in Beieren